# Adrian Gomólski
Adrian Gomólski, född 29 april 1987, är en polsk speedwayförare.

## Speedwaykarriär
Adrian Gomólski värvades av Valsarna i andra transferfönstret (i juni) 2008, och fick direkt höga förväntningar från fansen, men juniortävlingar i Polen satte stopp. Det tog flera månader tills han gjorde debut. Han gjorde debut i semifinalsmatcherna mot Griparna där han gjorde succé. Han vann över bland andra Patrick Hougaard. Valsarna gjorde allt för att få behålla sin polske talang, men han värvades av Vetlanda speedway. Gomólski har alltid setts som en talang, men efter sitt genombrottsår 2008 var han eftertraktad av många klubbar. En skada satte stopp för hans säsongsavslutning, där han bland annat skulle köra som banreserv i GP. 
År 2008 körde Gomólski för KM Ostrów (Polen), Vetlanda speedway (Sverige), och ZP Pardubice (Tjeckien). Gomólski kör med GM-motorer. År 2010 skrev han återigen på för Valsarna och han körde där under 2011.
Adrian Gomólski har en yngre bror, Kacper Gomólski, som även han är professionell speedwayförare och ingår i Team Gomólski. 